# Genista corsica
Genista corsica là một loài thực vật có hoa trong họ Đậu. Loài này được (Loisel.) DC. miêu tả khoa học đầu tiên.

## Hình ảnh

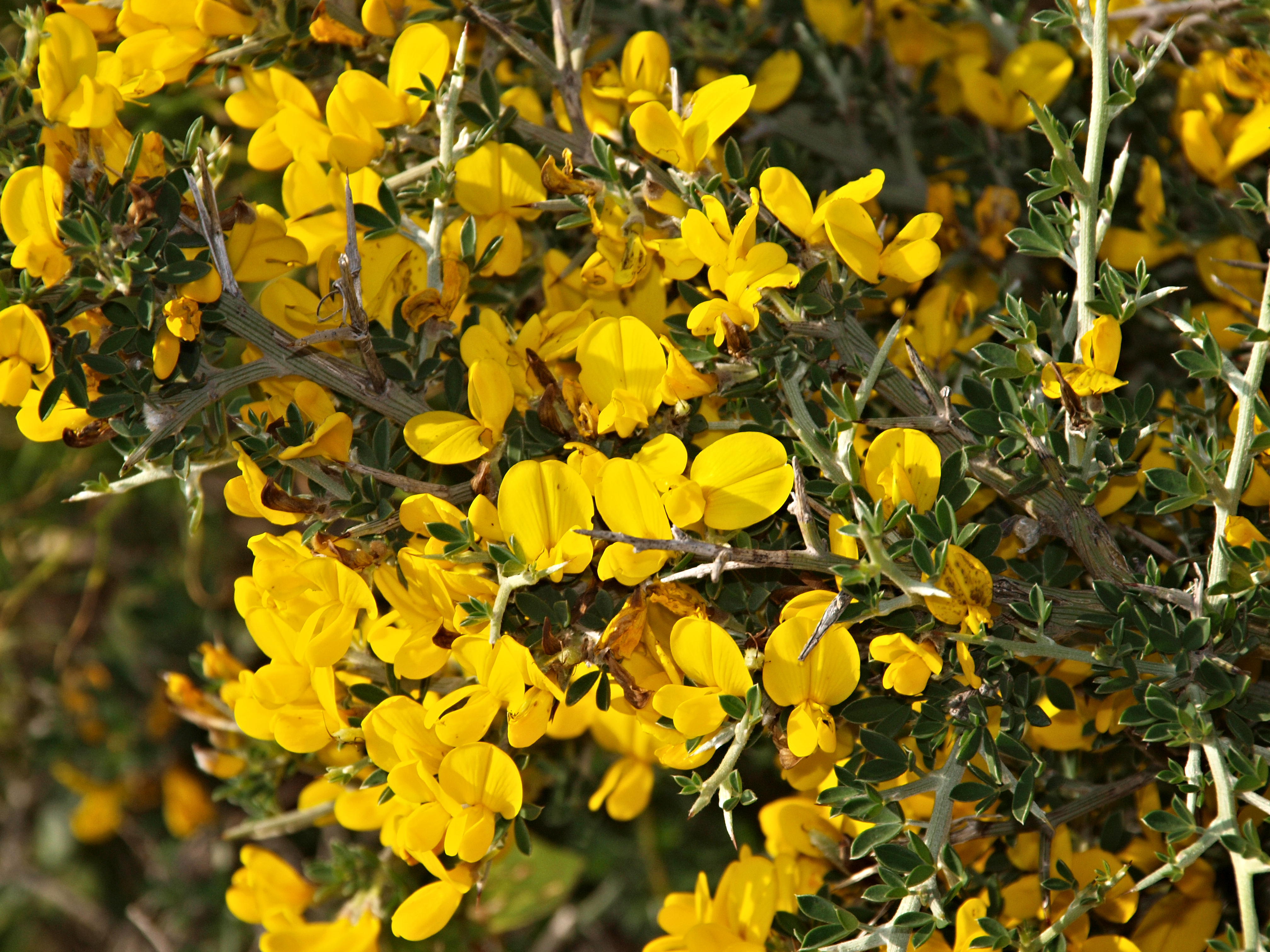
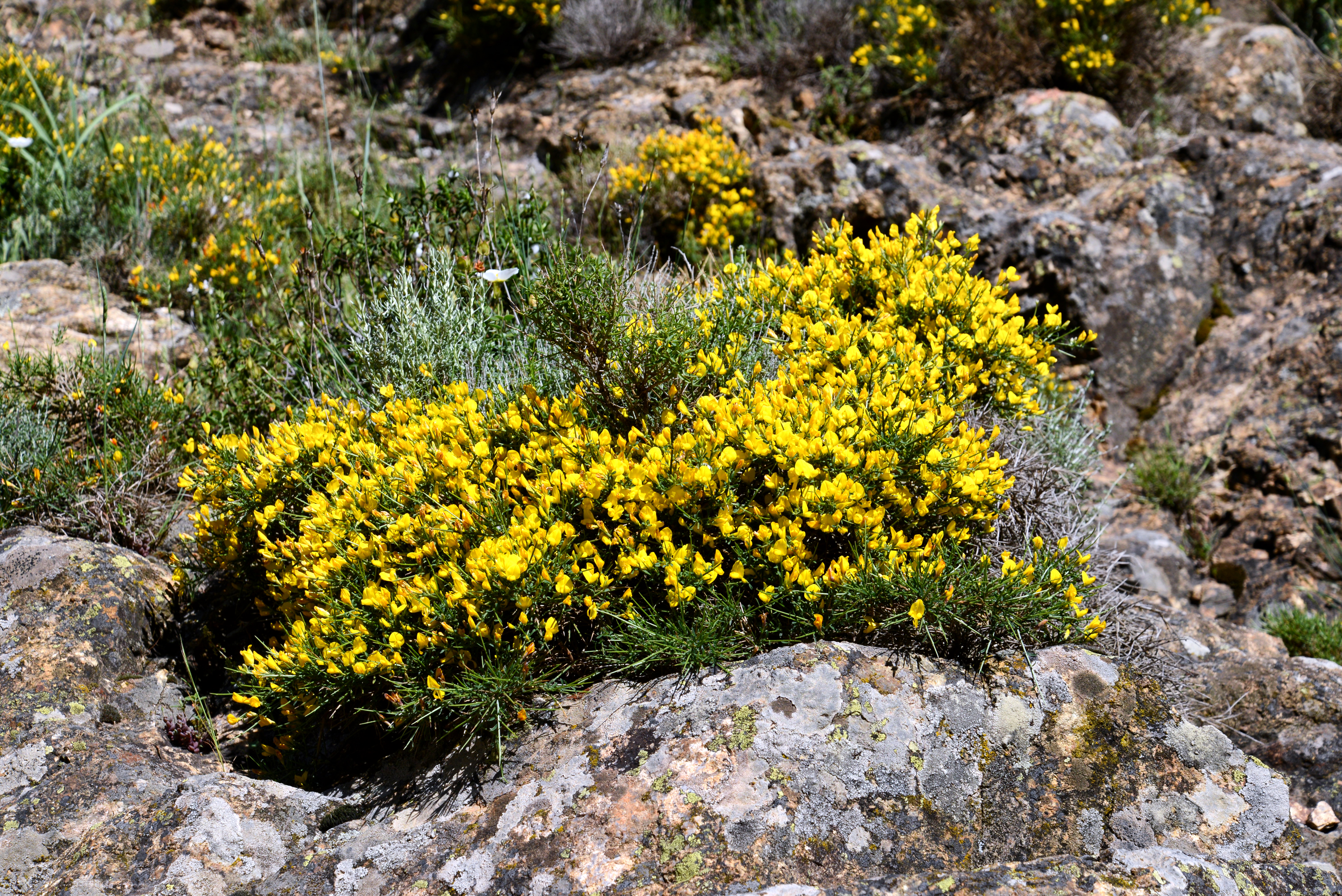
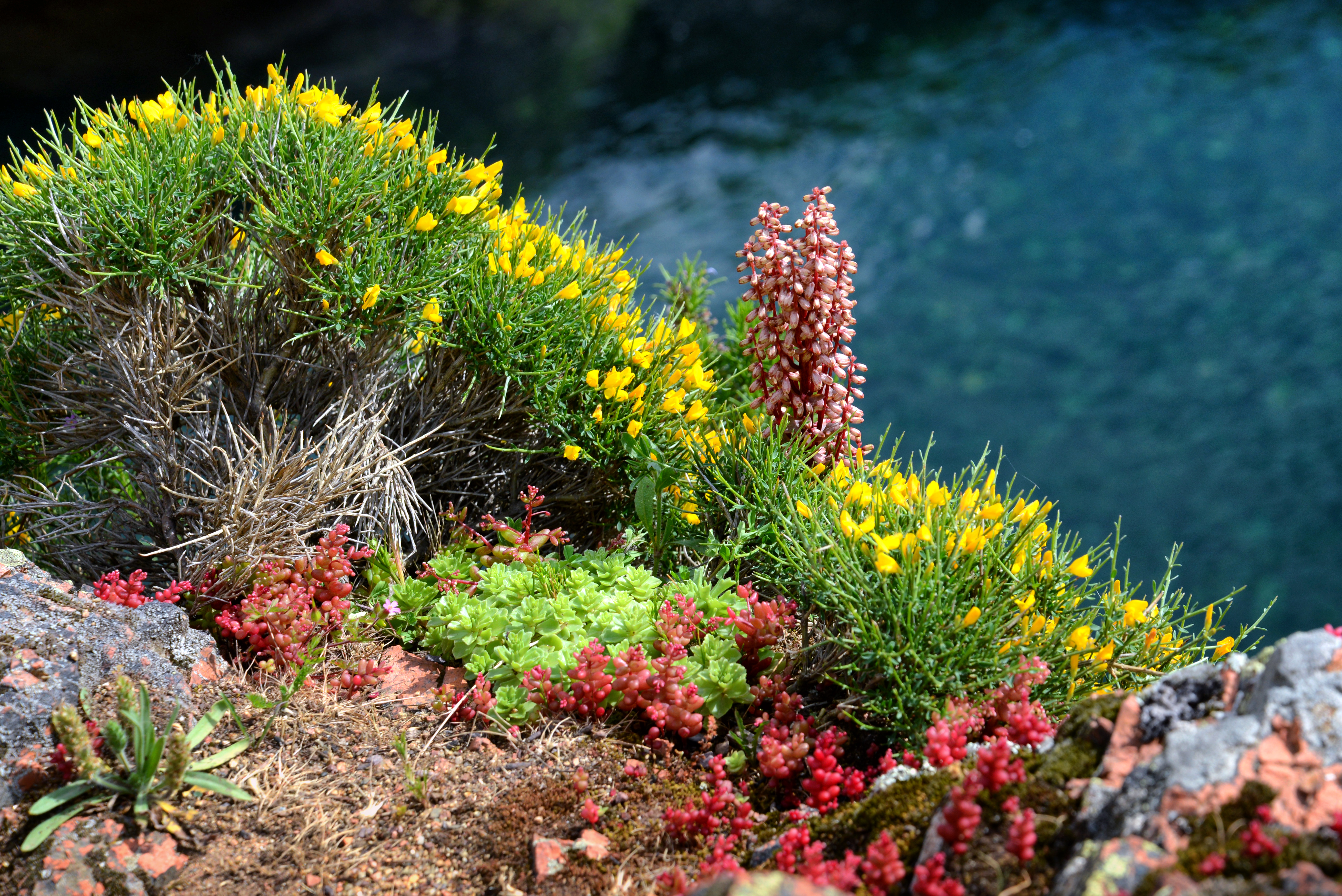
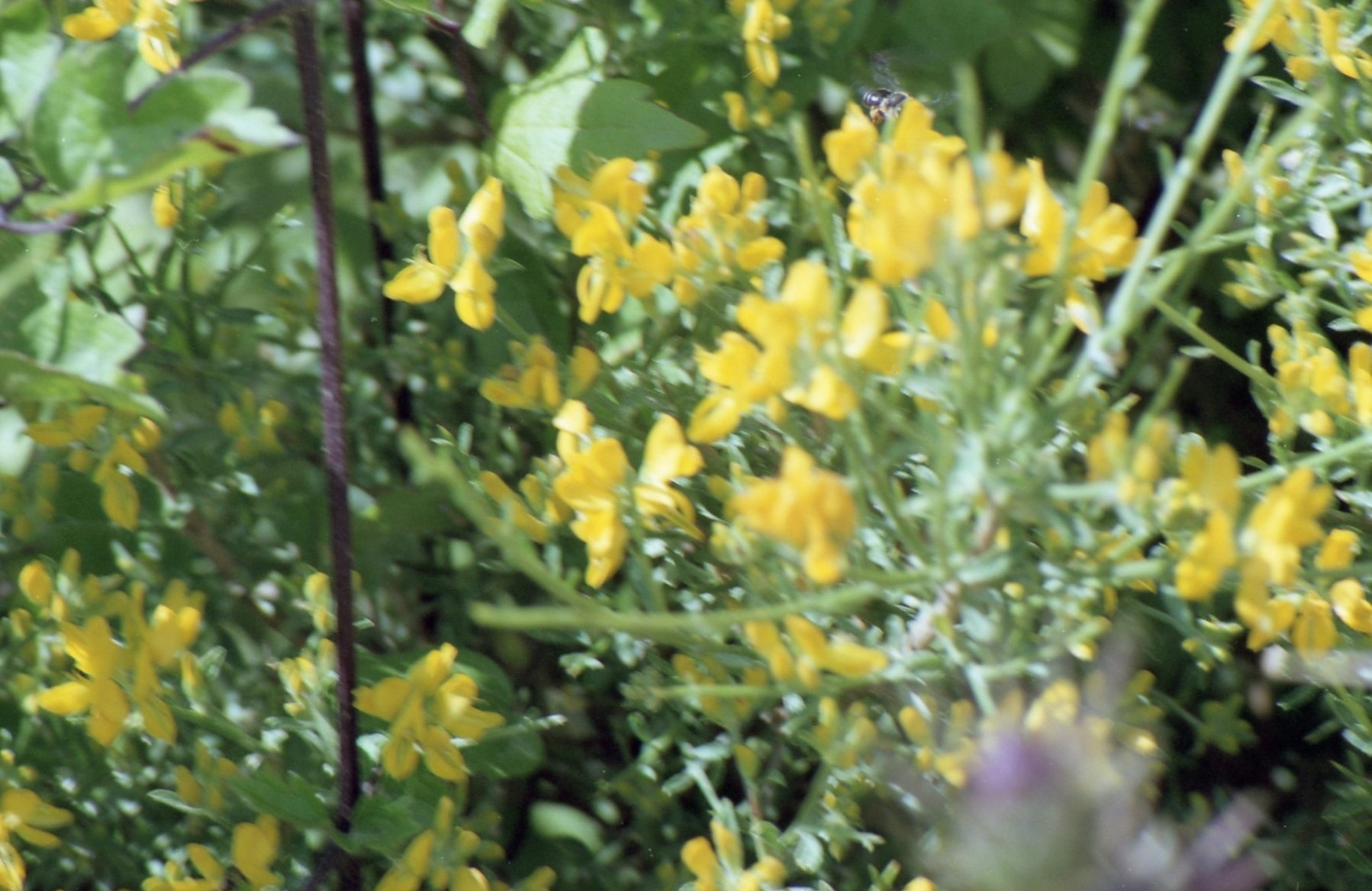